# Ereklasse korfbal
De Ereklasse is de hoogste competitie in het Nederlandse veldkorfbal. In de competitie spelen 12 korfbalverenigingen, verdeeld worden over twee groepen welke allemaal een thuis- en uitwedstrijd spelen tegen elkaar in de groep. Na de Korfbal League worden de clubs weer verdeeld over twee groepen. De nummers zes van beide groepen degraderen naar de Hoofdklasse. Beide kampioenen uit de Hoofdklasse promoveren naar de Ereklasse.

## Geschiedenis
De Ereklasse, de hoogste competitie Nederlands veldkorfbal bestaat vanuit het KNKV sinds 1905. Met een aantal onderbrekingen (in 1940 en 1942 is er vanwege de oorlog geen kampioenschap uitgereikt) is dit de langst lopende en nog geldende korfbalcompetitie. In 1922 ontstond er een andere korfbalbond, namelijk het CKB. Deze bond speelde een eigen veldkampioenschap, dat plaatsvond van 1922 t/m 1970. Hierna zijn de 2 bonden samengevoegd tot het KNKV en hervatte de veldcompetitie in 1 bond.

## Kampioenen van Ereklasse
Sinds 2010 heet de hoogste veldkorfbalcompetitie de Ereklasse. Daarvoor had het verschillende namen en competitie-indelingen.
Dit is het overzicht van de kampioenen sinds 2010:
| Club          | Locatie club     | Aantal veldtitels Ereklasse |
| ------------- | ---------------- | --------------------------- |
| PKC           | Papendrecht      | 4                           |
| AKC Blauw-Wit | Amsterdam        | 2                           |
| TOP           | Sassenheim       | 2                           |
| Dalto         | Driebergen       | 1                           |
| Koog Zaandijk | Koog aan de Zaan | 1                           |
| DOS'46        | Nijeveen         | 2                           |
| DVO           | Bennekom         | 1                           |

## Seizoenen en Finales Ereklasse
Hieronder een overzicht van de gespeelde veldkorfbalfinales in de periode dat de competitie Ereklasse heet.
| Seizoen   | Winnaar       | Uitslag   | Verliezend Finalist     |
| --------- | ------------- | --------- | ----------------------- |
| 2024-2025 | DOS'46        | 19 * - 19 | PKC/Vertom              |
| 2023-2024 | DVO/Transus   | 20 - 13   | Fortuna                 |
| 2022-2023 | PKC/Vertom    | 18 - 13   | Fortuna/Delta Logistiek |
| 2021-2022 | PKC/Vertom    | 24 - 23   | DVO/Accountor           |
| 2020-2021 | geen kampioen |           |                         |
| 2019-2020 | geen kampioen |           |                         |
| 2018-2019 | DOS'46        | 18 - 14   | LDODK/Rinsma Modeplein  |
| 2017-2018 | PKC/SWKGroep  | 20 - 17   | Fortuna/Delta Logistiek |
| 2016-2017 | AKC Blauw-Wit | 22 - 12   | LDODK                   |
| 2015-2016 | PKC/SWKGroep  | 28 - 23   | TOP                     |
| 2014-2015 | TOP           | 19 - 14   | PKC/Hagero              |
| 2013-2014 | Koog Zaandijk | 17 - 15   | Fortuna/MHIR            |
| 2012-2013 | AKC Blauw-Wit | 25 - 22   | PKC/Hagero              |
| 2011-2012 | Dalto         | 16 - 15   | Deetos/Snel             |
| 2010-2011 | TOP           | 15 - 12   | PKC/LukassenBoer        |

- gewonnen na strafworpen-serie

## Kampioenen van Nederland totaal
| Club           | Locatie club     | Aantal veldtitels |
| -------------- | ---------------- | ----------------- |
| PKC            | Papendrecht      | 17                |
| AKC Blauw-Wit  | Amsterdam        | 14                |
| Westerkwartier | Amsterdam        | 12                |
| ROHDA          | Amsterdam        | 9                 |
| DeetosSnel     | Dordrecht        | 7                 |
| Ons Eibernest  | Den Haag         | 6                 |
| DTV            | Amsterdam        | 5                 |
| LUTO           | Amsterdam        | 4                 |
| Het Zuiden     | Rotterdam        | 4                 |
| KV TOP         | Sassenheim       | 3                 |
| LKC Vitesse    | Leiden           | 3                 |
| Dalto          | Driebergen       | 3                 |
| Koog Zaandijk  | Koog aan de Zaan | 3                 |
| DOS'46         | Nijeveen         | 3                 |
| DEV            | Amsterdam        | 2                 |
| Die Haghe      | Den Haag         | 2                 |
| DVD            | Amstelveen       | 2                 |
| Fortuna        | Delft            | 2                 |
| HKV            | Den Haag         | 2                 |
| Nic.           | Groningen        | 2                 |
| OSCR           | Rotterdam        | 2                 |
| Swift          | Amsterdam        | 2                 |
| DKOD           | Heelsum          | 1                 |
| Excelsior      | Hilversum        | 1                 |
| Fluks          | Leiden           | 1                 |
| Oost Arnhem    | Arnhem           | 1                 |
| Velox          | Rotterdam        | 1                 |
| DVO            | Bennekom         | 1                 |